# Шеппард, Моррис
Джон Моррис Шеппард (англ. John Morris Sheppard; 28 мая 1875, округ Моррис, Техас — 9 апреля 1941, Вашингтон) — американский политик и конгрессмен, член Палаты представителей США (1902—1913), сенатор США от штата Техас (1913—1941), член демократической партии, автор 18-й поправки к Конституции США («отец сухого закона в США»).

## Биография
Джон Моррис Шеппард родился в округе Моррис штата Техас 28 мая 1875 года в семье Джона Леви Шеппарда и Маргарет Элис Шеппард, урождённой Эддинс (Margaret Alice Sheppard, née Eddins). Его отец в 1880-х и 1890-х годах работал окружным прокурором и окружным судьёй, а в 1898—1902 годах был членом Палаты представителей США. 
Моррис был старшим из семи детей. Он был назван в честь финансиста Роберта Морриса (1734—1806), подписавшего Декларацию независимости США, статьи Конфедерации и Конституцию США. Моррис Шеппард был прямым потомком Роберта Морриса по линии своей матери.
После окончания школы, в 1891 году Моррис Шеппард поступил в Техасский университет в Остине. В 1895 году он получил там степень бакалавра искусств (Bachelor of Arts), после чего продолжил своё образование в школе права (law school) того же университета. Окончив её в 1897 году, он перешёл в Йельский университет и получил степень магистра в 1898 году. После этого он занимался юридической практикой в фирме своего отца, сначала в Питсберге (Техас), а затем в Тексаркане (Техас). 
В 1902 году скончался его отец, Джон Леви Шеппард. Моррис Шеппард принял участие в выборах на место члена Палаты представителей США от Техаса, которое стало вакантным после смерти его отца, и он победил на этих выборах. В 1913 году он стал сенатором США от Техаса и, несколько раз успешно переизбиравшись (в 1918, 1924, 1930 и 1936 годах), проработал на этом посту вплоть до своей смерти в 1941 году.
Моррис Шеппард известен как автор 18-й поправки к Конституции США, принятой Конгрессом США 17 декабря 1917 года, которая, после её ратификации штатами США, вступила в действие с 17 января 1920 года и  фактически вводила сухой закон (запрет на алкогольные напитки) в США. Поэтому Шеппарда называли «отцом сухого закона в США» (англ. the father of national Prohibition). Этот закон просуществовал до 1933 года, когда он был отменён принятием 21-й поправки к Конституции США. 
Моррис Шеппард скончался в своём офисе в Вашингтоне 9 апреля 1941 года от кровоизлияния в мозг. Он похоронен на кладбище Хиллкрест (Hillcrest Cemetery) в городе Тексаркана, штат Техас. 
С 1909 года Моррис Шеппард был женат на Люсиль Сандерсон (Lucille Sanderson), у них было три дочери. После смерти Шеппарда, в 1942 году Люсиль Сандерсон вышла замуж за Томаса Конналли, который также был сенатором США от Техаса в 1929—1953 годах.